# San Marcos, Texas
San Marcos är administrativ huvudort i Hays County i Texas. Staden är säte för Texas State University. Enligt 2010 års folkräkning hade San Marcos 44 894 invånare.